# Gustaf Lundqvist (präst)

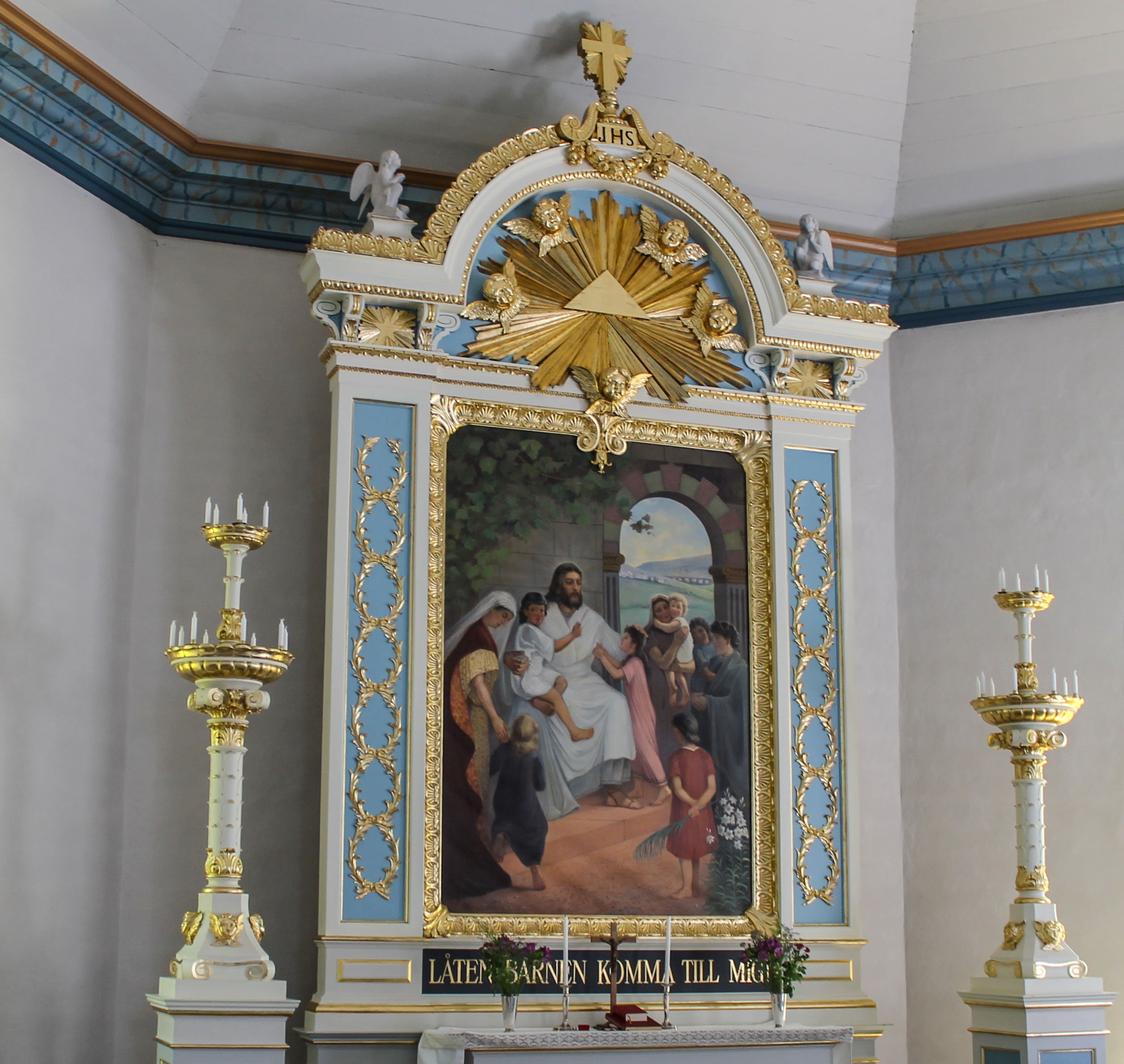
Altartavlan i Sandby kyrka utförd av Lundqvist 1892.

Gustaf Leonard Lundqvist, född 26 maj 1827 i Västerås, död 11 maj 1905 i Skällviks församling, Östergötlands län, var en svensk präst och konstnär.

## Biografi
Gustaf Lundqvist föddes 1827 i Västerås. Han var son till betjänten Anders Gustaf Lundqvist och Marta Maria Petersson. Lundqvist studerade i Västerås och blev vårterminen 1847 student vid Uppsala universitet. Han avlade 1849 teoretisk teologisk examen och praktisk teologisk examen.
Han gjorde i ritsalen en bekantskap med Edward Bergh som kom att vara livet ut. Redan under sin studietid målade han tavlor och han anlitades för renovering av skadade verk, för Mälarbanken utförde han en vinjett som skulle användas till bankens sedlar.[källa behövs] Han prästvigdes i Västerås domkyrka 26 maj 1850 och tjänstgjorde från 1856 även som teckningslärare vid Västerås högre allmänna läroverk och en flickpension i staden. 
Lundqvist blev brukspredikant vid Gusums bruk 11 januari 1860, erhöll indigenatsrätt i Linköpings stift 1867 och utnämndes till kyrkoherde i Skällviks pastorat 1869. Han fick därmed mer tid för sitt eget skapande; han målade ett stort antal landskapsmålningar och porträtt varav många samlades i prästgården. Det fanns inte en enda ledig fläck på någon vägg som inte täcktes av prästens tavlor. Hans bekantskap med Bergh betydde att Bergh periodvis gästade prästgården och några av Berghs målningar tillkom där även Otto Hesselbom vistades några somrar på prästgården för att måla. Lundqvist medverkade i samlingsutställningar med Östgöta konstförening i Norrköping. 
Bland Lundqvists offentliga arbeten förutom porträtt och landskapsmålningar märks altartavlorna för Grums, Hannäs, Valdemarsviks och Sandby kyrkor. Lundqvist är representerad vid Östergötlands museum, Norrköpings konstmuseum och Värmlands museum i Karlstad. Han var kontraktsprost 1886–1897 och utgav bibliska betraktelser och strödda predikningar. Lundqvist var även en entusiastisk fotograf och några av hans fotografier finns bevarade på Östergötlands museum tillsammans med hans kamera, målarlåda och arkivmaterial. I arkivmaterialet finns brev från konstnären Johan Krouthén.
En sonson var geologen Gösta Lundqvist.

### Familj
Lundqvist gifte sig 6 augusti 1860 med Jacobina "Jaquette" Amalia Ljunglöf (1833–1907), dotter av andre lantmätaren Olof Ulric Ljunglöf i Stockholms län och Marie-Louise Staaff. De fick tillsammans barnen lektorn Karl Gustaf Lundqvist i Norrköping, aktuarien Ammiel Lundqvist (född 1863) i Fångvårdsstyrelsen och Carolina Maria Amalia Lundqvist (född 1865) som var gift med överingenjören Per Johan Hedlund vid AB de Lavals Ångturbin i Saltsjö-Järla.